# Prayer (Lied)
Prayer (engl. für Gebet) ist ein Lied der US-amerikanischen Metal-Band Disturbed. Es wurde am 14. August 2002 als erste Single aus dem zweiten Studioalbum Believe veröffentlicht.

## Entstehung
Das Lied wurde von den vier damaligen Bandmitgliedern David Draiman, Dan Donegan, Steve „Fuzz“ Kmak und Mike Wengren geschrieben. Aufgenommen wurde Prayer im März und April 2002 in den Groovemaster Studios in Chicago mit dem Produzenten Johnny K. Die Inspiration für das Lied holte sich David Draiman durch zwei Ereignisse: Dem Tod seines Großvaters sowie die Terroranschläge am 11. September 2001. Der Text behandelt eine Unterhaltung zwischen Sänger David Draiman und Gott und basiert auf dem Buch Ijob aus der hebräischen Bibel. Des Weiteren handelt das Lied von der Reaktion des Klerus auf die Terroranschläge.

„Anstatt ihre Schafe zu trösten züchtigten Leute wie Jerry Falwell und Oral Roberts ihre Gläubigen und nutzten die Gelegenheit, die Situation als Ermächtigung zu nutzen. Sie sagen, es wäre unser eigener Fehler, weil wie dekadente und promiskutive Menschen wäre. Ich dachte nur, diese ganze Einstellung ist lächerlich.“

## Musikvideo
In dem von den Gebrüdern Strause gedrehten Musikvideo sieht man den Sänger David Draiman eine Straße entlanggehen. Dabei begegnet er auf verschiedene Weise verzweifelten Menschen, wie z. B. einer Prostituierten, einem Obdachlosen oder einem Prediger, der vom Ende der Welt redet. Die anderen Bandmitglieder werden im Verlauf des Videos in einem Autounfall, einer Explosion auf einer Baustelle und in den Einsturz eines Gerüsts verwickelt. Am Ende des Videos überlebt Draiman ein Erdbeben.
Verschiedene TV-Sender und Videoplattformen weigerten sich das Video auszustrahlen, da die gezeigten Szenen die Zuschauer an die Terroranschläge vom 11. September 2001 erinnern könnten. Die Band dachte daraufhin darüber nach, das Video neu zu schneiden oder Szenen durch Konzertaufnahmen zu ersetzen. Schließlich weigerte sich die Band, das Video zu bearbeiten. David Draiman äußerte sich gegenüber MTV zu dieser Angelegenheit:

„Das Video beinhaltet eine Botschaft. Es geht darum, die Hindernisse im Leben und alle Tests, die dir das Schicksal vor die Füße wirft, zu überwinden. Es soll versuchen dich davon zu überzeugen, dass du die Kraft hast um alle Tests und Sorgen zu bezwingen. Es soll Hoffnung verbreiten.“

## Titelliste
| CD 1 1. Prayer – 3:39 2. Fear (live) – 3:50 3. Conflict (live) – 4:40 | CD 2 1. Prayer – 3:39 2. Droppin Plates (live) – 3:59 3. Shout 2000 (live) – 4:47 | deutsche Version 1. Prayer – 3:39 2. Fear (live) – 3:50 3. Conflict (live) – 4:40 4. Droppin Plates (live) – 3:59 |

## Rezeption
Die Magazine Loudwire und Louder Sound wählten Prayer auf Platz sechs bzw. drei der besten Lied von Disturbed.

## Kommerzieller Erfolg

### Chartplatzierungen
| ChartsChartplatzierungen       | Höchstplatzierung | Wochen |
| ------------------------------ | ----------------- | ------ |
| Vereinigte Staaten (Billboard) | 58 (20 Wo.)       | 20     |
| Vereinigtes Königreich (OCC)   | 31 (2 Wo.)        | 2      |

### Auszeichnungen für Musikverkäufe
| Land/Region               | Auszeichnungen für Musikverkäufe (Land/Region, Auszeichnung, Verkäufe) | Verkäufe |
| ------------------------- | ---------------------------------------------------------------------- | -------- |
| Kanada (MC)               | Gold                                                                   | 40.000   |
| Vereinigte Staaten (RIAA) | Gold                                                                   | 500.000  |
| Insgesamt                 | 2× Gold ·                                                              | 540.000  |